# Hermeray
Hermeray település Franciaországban, Yvelines megyében. Lakosainak száma 958 fő (2022. január 1.). Hermeray Saint-Lucien, La Boissière-École, Gazeran, Mittainville, Poigny-la-Forêt, Raizeux és Saint-Hilarion községekkel határos.

## Népesség
A település népességének változása:
| Lakosok száma | 949  | 954  | 982  | 956  | 952  | 949  | 942  | 941  | 958  |
|               | 2013 | 2015 | 2016 | 2017 | 2018 | 2019 | 2020 | 2021 | 2022 |